# 李熙明
李熙明（韓語：이희명，1964年—），韓國電視劇編劇。

## 作品

### 電視劇
- 1994年：SBS《恐龍先生》
- 1998年：SBS《愛上Mr. Q》
- 1999年：SBS《蕃茄》
- 2000年：SBS《爆米花》
- 2001年：SBS《守護天使》
- 2002年：SBS《開朗少女成功記》
- 2002年：SBS《冰花》
- 2003年：SBS《窈窕淑女》
- 2006年：SBS《不良家族》
- 2012年：SBS《屋塔房王世子》
- 2013年：SBS《野王》
- 2015年：SBS《看見味道的少女》
- 2016年：SBS《美女孔心》
- 2017年：SBS《再次重逢的世界》

## 外部連結
- NAVER搜索